# El rey de los pleitos
El rey de los pleitos (en inglés: The King of Torts) es una novela legal y de suspenso (thriller judicial) escrita por el estadounidense John Grisham. La primera edición (ISBN 0-385-50804-2) fue publicada en formato de tapa dura por la editorial Doubleday en 2003, e inmediatamente debutó en el puesto 1 en la lista de los best sellers del New York Times, permaneciendo en el top 15 durante más de veinte semanas. La editorial Dell Publishing publicó la edición de bolsillo a finales del mismo año (ISBN 0-440-24153-7).

## Argumento

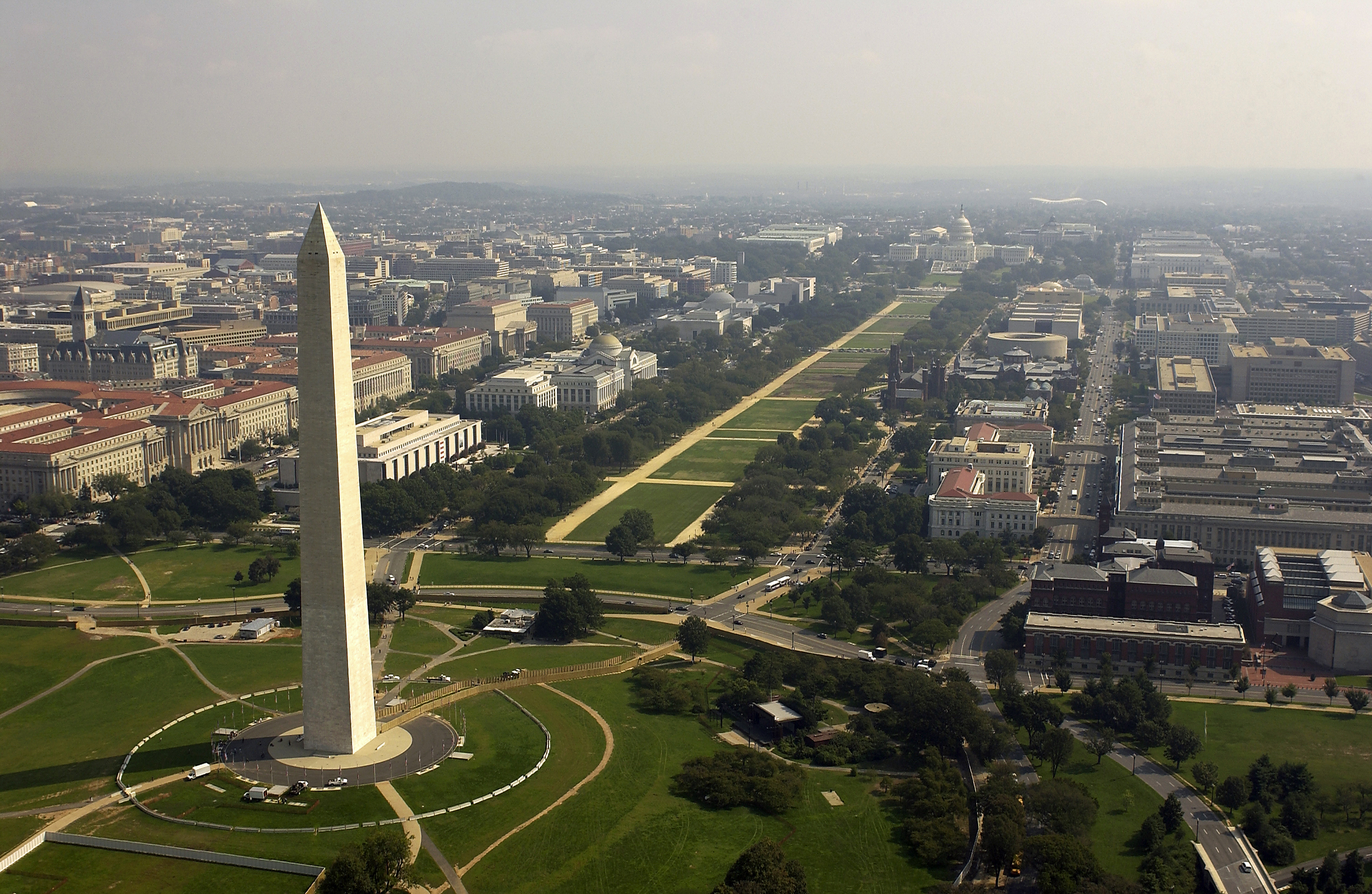
Vista aérea de la ciudad de Washington D. C., en donde ocurre la mayoría de la trama de la novela.

Clay Carter es un abogado mal pagado de la Oficina de Defensa de Oficio (defensoría pública) de Washington D. C. Él sueña con un día unirse a un prestigioso bufete de abogados. De mala gana, toma en el caso de Tequila Watson, un hombre acusado de un asesinato callejero. Clay asume que se trata de otro asesinato en el Distrito de Columbia.
Pero Clay pronto se da cuenta de una conspiración farmacéutica, con la ayuda del informante misterioso Max Pace. La compañía farmacéutica estaba usando ilegalmente a toxicómanos en recuperación en ensayos médicos sin su consentimiento. La droga denominada Tarvan funcionaba en el 90% de sus pacientes, pero en algunos casos (que incluyen a Tequila Watson), conducían a asesinatos violentos al azar.
La compañía farmacéutica empleó a Pace y sus asociados para solicitar la ayuda de la Clay en el pago a las víctimas con los grandes asentamientos. Clay tenía reservas, pero pronto se convenció debido a los grandes honorarios ofrecidos por Pace. Sale de la ODO y llevándose algunos de sus colegas para establecer su propio bufete de abogados.
Pace ofrece información privilegiada de Clay sobre los peligros de otros medicamentos (Dyloft y Maxatil). Clay utiliza esta información para poner en marcha una nueva carrera en las demandas colectivas. Pronto se encuentra a sí mismo siendo uno de los principales abogados de agravio de la profesión legal y connivencia con otros abogados de alto poder de agravio. Pero esta fama repentina no deja de tener un precio y pronto fue investigado por diversos delitos, entre ellos el abuso de información privilegiada. Al final, Clay es golpeado por unos hombres de Reedsburgh, enviándolo al hospital. Luego se pierde un gran caso contra Goffman, y se desliza cuesta abajo con ex-clientes descontentos, quienes lo demandan por indemnizaciones. Al final, Clay se declara en quiebra y huye con Rebecca a Londres.

## Personajes
- Jarrett Clay Carter II - abogado protagonista de la novela
- Max Pace - el misterioso informante de Clay Carter
- Tequila Watson - luego conocido como Paul Watson
- Adelfa Pumphrey
- Rebecca Van Horn - novia de Clay Carter
- Bennett Van Horn
- Barbara Van Horn
- Jermaine
- Miss Glick
- Oscar Mulrooney
- Paulette Tullos
- Ridley
- Patton French
- Dale Mooneyham
- Rodney
- Jonah